# マイナンバーカード対面確認アプリ
マイナンバーカード対面確認アプリ（マイナンバーカードたいめんかくにんアプリ）とは、マイナンバーカードのICチップの内容を読み取り、その内容を表示し、店頭や窓口など対面の場でマイナンバーカードの真贋を確認するモバイルアプリケーション。

## 開発経緯
マイナンバーカードは、券面の内容をICチップ内へ収容している。ICチップ内へ収容された券面内容は「券面AP」を介し、照合番号B（生年月日（年は下2桁）6桁 ＋ カード有効期限の年4桁 ＋ セキュリティコード4桁の計14桁の数字）を用いることで、暗証番号不要で照会することができる。
地方公共団体情報システム機構 (J-LIS) は、マイナンバーカードの発行開始当初より、照合番号Bを用いてICチップ内容を照会・表示するWindows用のソフト「個人番号カード対応版券面事項表示ソフトウェア」を無償提供していた。しかし、PC専用ソフトであること（スマートフォンでは利用不可）、ICカードリーダーが必要であること、照合番号Bを手入力する仕様であること等から、広くは普及していなかった。
またJ-LISは、マイナンバーカードのICチップを読み取るものとして「JPKI利用者ソフト」もリリースしている（Windows、macOS、iOS、Androidに対応）。しかし同ソフトは暗証番号の入力を要し、電子証明書の有効性を確認するものであり、店頭や窓口など対面の場での利用は想定されていない。
そんな中、2023年12月にマイナンバーカードの券面偽造事件が発生。また2024年4月には、ソフトバンクショップ店員が店頭で提示されたマイナンバーカードの券面偽造を目視で見落とし、SIMカードを再発行。複数の地方議会議員らがSIMスワップ詐欺に遭う事件が発生した。これら事件は全て券面のみの偽造であり、ICチップを偽造した事案は過去1度も発生していない。
これらを契機として、2024年7月23日、河野太郎デジタル大臣とデジタル庁は、マイナンバーカードのICチップを読み取り表示するスマートフォンアプリ「マイナンバーカード対面確認アプリ」の開発を発表した。
同アプリは2024年7月29日から8月1日に三井住友銀行等で実証実験を行ない、8月下旬リリース予定。8月20日リリース。金融機関、携帯電話契約、中古品買取、自治体窓口等での利用が想定されている。

## アプリの目的
本アプリは、対面での携帯電話契約・預金口座開設等の場で、マイナンバーカードの真贋を確認するもの。
2024年6月18日、「犯罪対策閣僚会議」にて『国民を詐欺から守るための総合対策』を決定。対面の場の本人確認でもICチップ読み取りを義務化する方針を打ち出した。6月21日閣議決定の2024年版『デジタル社会の実現に向けた重点計画』でも、同じ内容を掲げている。本アプリは、そういった対面の場での利用が想定されている。
一方で、本アプリは暗証番号（記憶情報）や顔認証（生体情報）は使用せず、多要素認証ではない（「カードを持っている」という所持情報の1要素のみである）。また電子証明書も使用しない。従って、本アプリ単体での本人確認・本人認証は目的とされていない。カードが本物であること（ICチップから情報を読み取り可能であること、ICチップ内の内容と券面が一致し偽造されていないこと）、カードの提示者が本人であることの確認は、あくまでも対面する店員等が目視で実施する前提である。
オンライン取引等、非対面のシーンでの本人確認・本人認証の用途には、別途「デジタル認証アプリ」が提供されている。

## 利用方法
本アプリは、iOS、Androidに対応。実物のカードの場合、マイナンバーカードの券面をスマホカメラで撮影し、照合番号Bに該当する情報をOCR技術にて取得。ICチップから券面情報を呼び出し、表示する。照合番号Bは原則として手入力不要だが、入力することも可能である。
上記とは別に、2025年7月から「iPhoneのマイナンバーカード」に対応する予定。
アプリ利用者（店員等）は表示内容とカード実物の券面を照査し、カードの真正性を確認する。読取履歴は当該スマートフォンの中で最大1,000件記録されるが、履歴の中に生年月日は含まれない。

## 要件
本アプリではその目的から、利用するスマートフォンに対し、以下の機能を要する。
- NFC読取機能：ICチップ読み取りのため
- カメラ機能：券面撮影およびOCR読み取りのため。iPhoneの場合はApple A12 Bionic以降を搭載した機種[31]

一方でサーバー等との通信は無く、携帯回線やWi-Fi等によるインターネット接続は不要。